# Achipatti
Achipatti es una ciudad censal situada en el distrito de Coimbatore en el estado de Tamil Nadu (India). Su población es de 9849 habitantes (2011). Se encuentra a 40 km de Coimbatore.

## Demografía
Según el censo de 2011 la población de Achipatti era de 9849 habitantes, de los cuales 4876 eran hombres y 4973 eran mujeres. Achipatti tiene una tasa media de alfabetización del 90,53%, superior a la media estatal del 80,09%: la alfabetización masculina es del 94,80%, y la alfabetización femenina del 86,34%.